# Porto Cesareo
Porto Cesareo község (comune) Olaszország Puglia régiójában, Lecce megyében.

## Fekvése
A tipikus dél-olaszországi halászfalu a Tarantói-öböl partján helyezkedik el. Keskeny utcák és fehérre meszelt házak jellemzik. Napjainkban gazdaságának fő mozgatórugója a turizmus, aminek fellendülését elsősorban 17 km hosszú partszakaszának köszönheti. A tengerpart mellett számos kis lakatlan sziget fekszik, melyek egy természetvédelmi rezervátumot alkotnak.

## Történelme
A régészeti leletek szerint az első települést ezen a vidéken a görögök alapították. A rómaiak Portus Sasinae néven volt ismert. A Nyugat-római Birodalom bukása után a település elnéptelenedett és csak később, a 10. században népesült be újra. A 15. századtól kezdve az Orsini del Balzo, majd az Aquaviva nemesi családok birtoka volt. Ebben az időszakban épült fel a falu őrtornya a kalózok elleni védelem érdekében. A 18. században egy tonhaltenyésztő telepet létesítettek. 1806-ban vált önállóvá, amikor a Nápolyi Királyságban felszámolták a feudalizmust.

## Népessége
A népesség számának alakulása:

## Főbb látnivalói
- Porto Cesareo őrtorony
- Torre Lapillo őrtorony
- Palude del Conte e Duna Costiera természetvédelmi terület és rezervátum

## Galéria

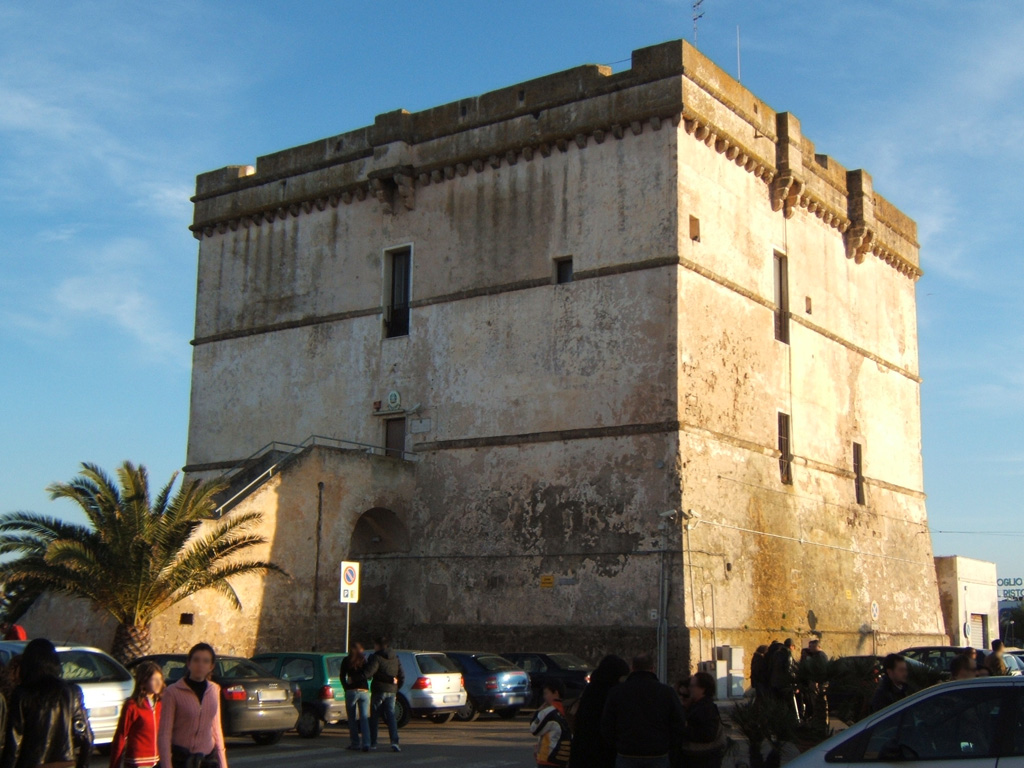
Torre Cesarea
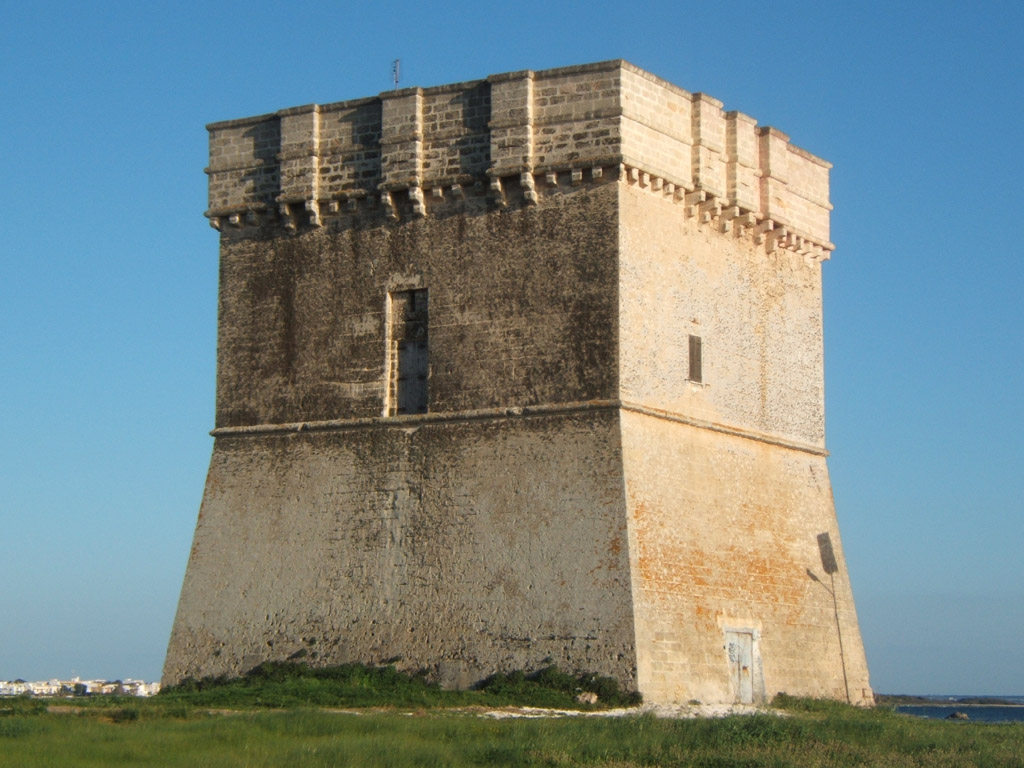
Torre Chianca
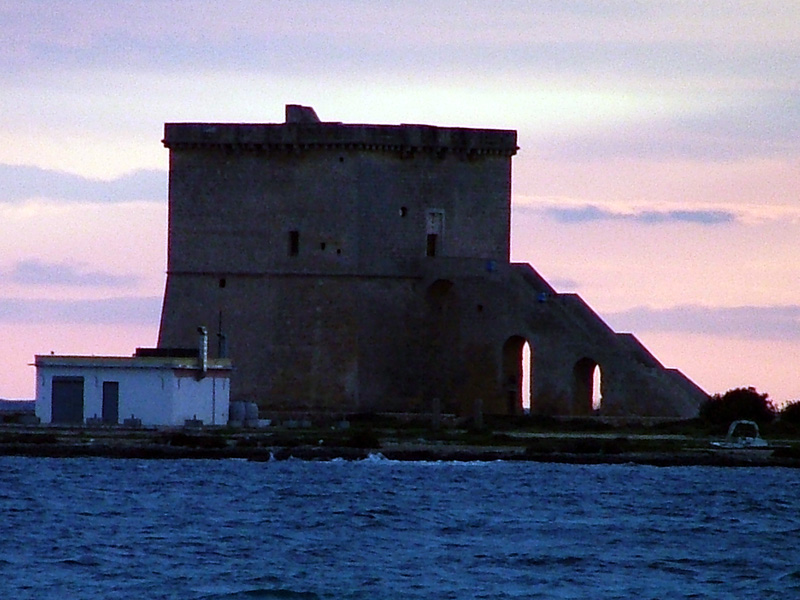
Torre Lapillo
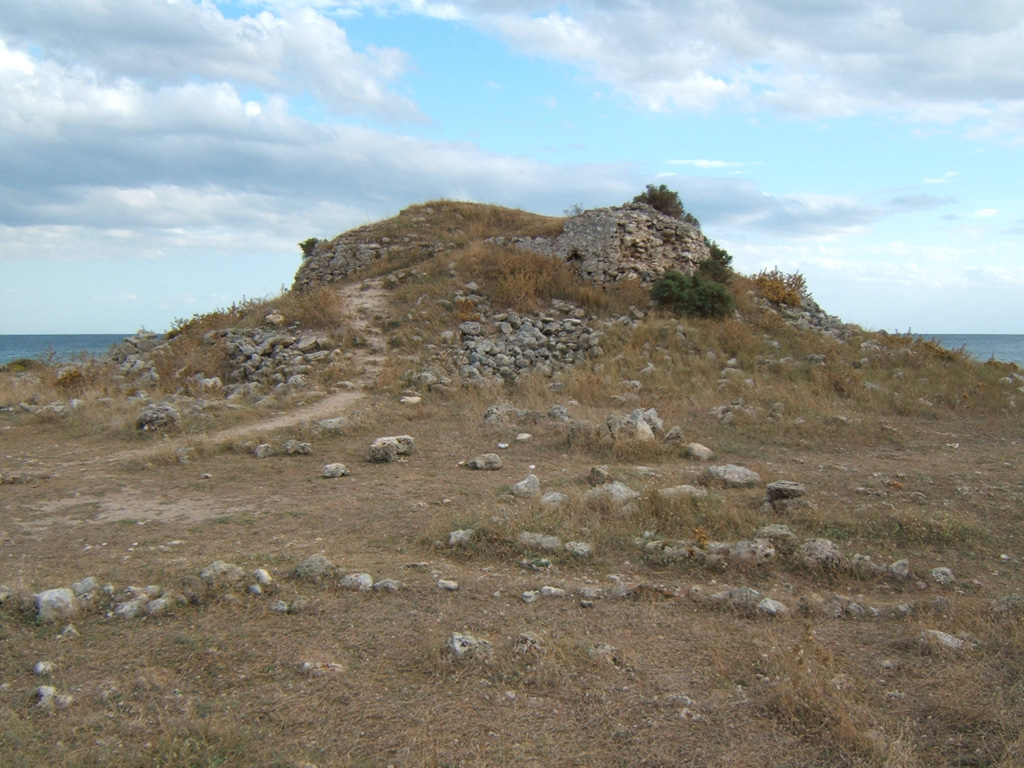
Torre Castiglione